# Хориоактис
Хориоактис (лат. Chorioactis) — род грибов из семейства Хориоактидовые (Chorioactidaceae), в котором содержится единственный вид Chorioactis geaster.

## Название
Гриб известен в Соединённых Штатах под названием «Сигара дьявола» или «Звезда Техаса». В Японии известен под названием «кириномитаке» (яп. キ リ ノ ミ タ ケ) из-за того, что его плодовое тело в незрелом нераскрывшемся виде напоминает стручки семян Кири (дерево Павловния войлочная).

## Распространение
Обладает узким ареалом и встречается только в некоторых регионах штата Техас в США и в отдельных префектурах Японии.

## Описание
Цвет гриба — тёмно-коричневый. Плодовое тело имеет сигарообразную форму, расколотую продольно. Расколы обнажают светлую внутреннюю ткань и расходятся радиально примерно до середины длины, образуя от четырёх до семи загнутых лучей.

## Таксономия
Гриб был найден в 1893 году в Остине, штат Техас и впервые описан ботаником Люсьеном Маркусом Андервудом, который для дальнейшей идентификации отправил образцы гриба микологу Чарльзу Хортону Пеку. Пек изначально описал вид как Urnula geaster. Через несколько лет после открытия было предложено название рода Chorioactis, но оно было закреплено только в 1968 году. Изначально род поместили в семейство Sarcosomataceae, но после филогенетического анализа в 2008 году было выделено семейство Chorioactidaceae, куда Chorioactis был включён вместе с тремя другими родами.
В 1937 году гриб был обнаружен в Японии на острове Кюсю.

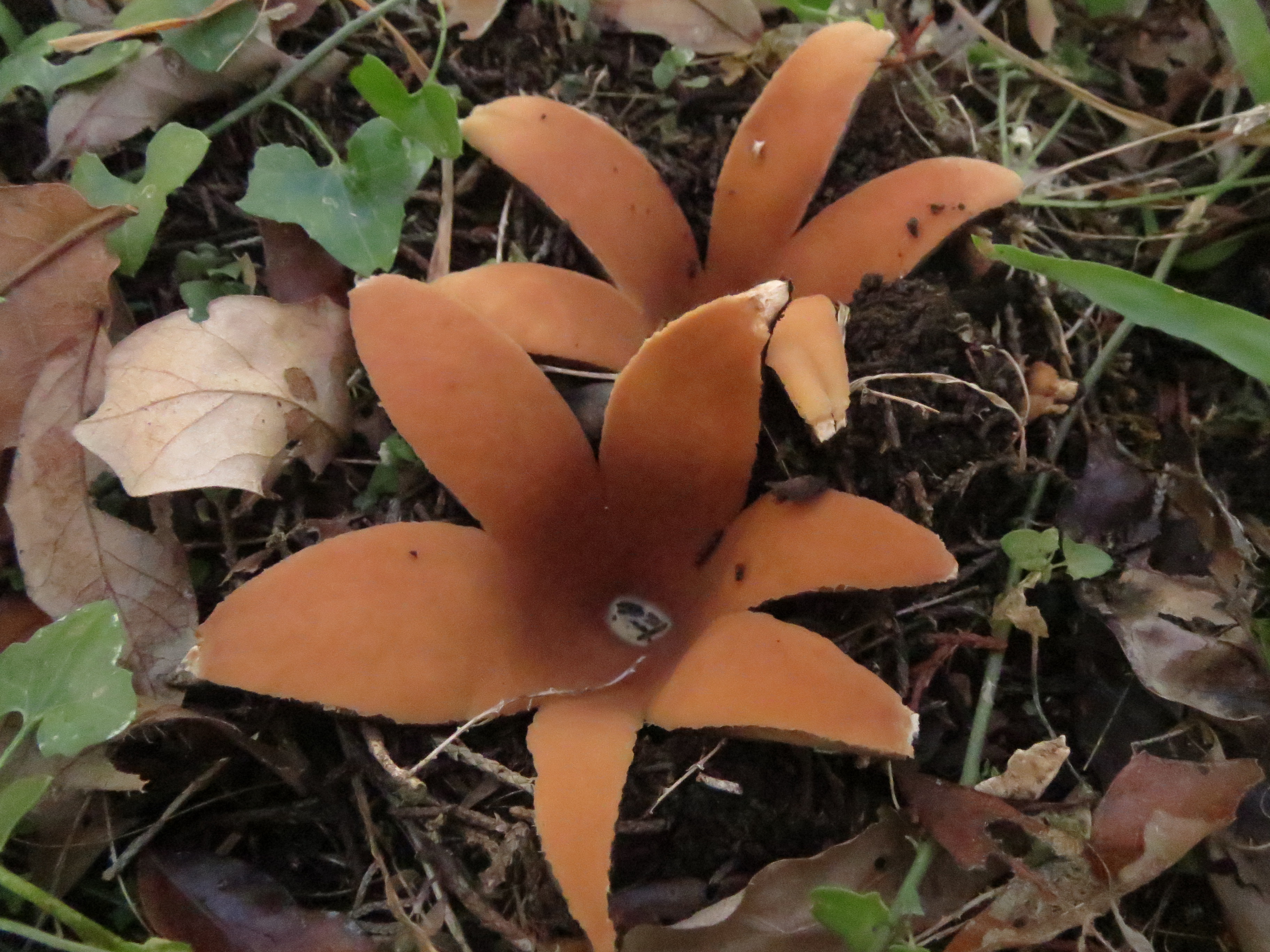
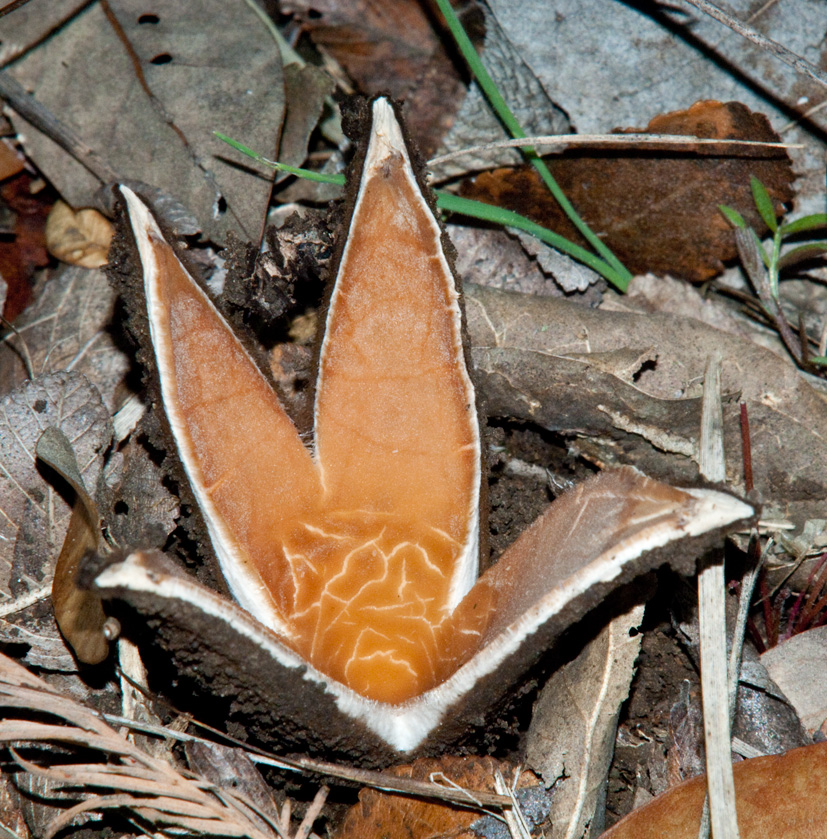
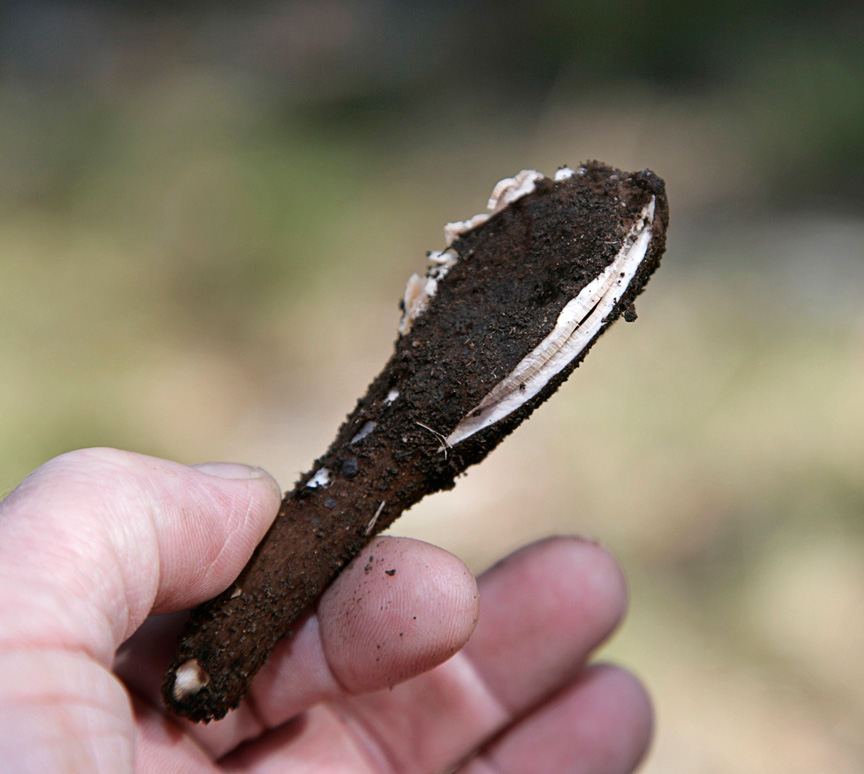
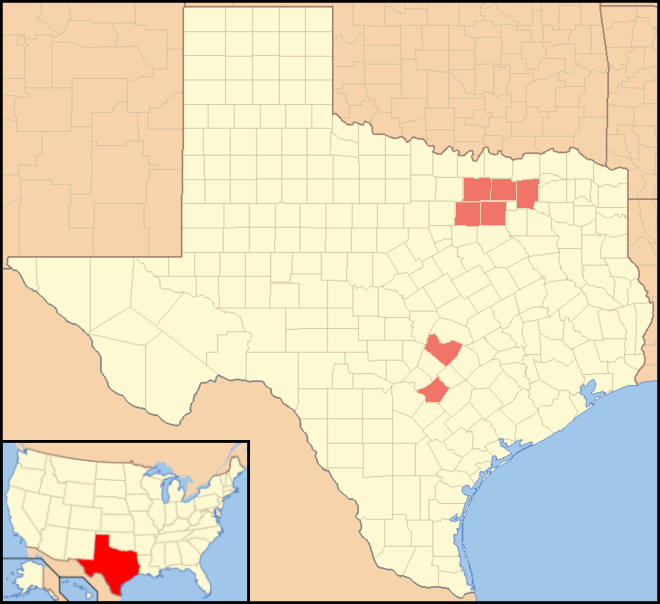